# ディスプレイ解像度
ディスプレイ解像度（でぃすぷれいかいぞうど、英語: display resolution）は、デジタルテレビ、コンピューターモニター、またはディスプレイデバイスの表示モードは、表示できるそれぞれ個別のピクセルの数である。特に、表示される解像度は、ブラウン管（CRT）ディスプレイ、フラットパネルディスプレイ（液晶ディスプレイを含む）、および固定ピクセル（ピクセル）アレイを使用するプロジェクションディスプレイのさまざまな要因によって制御されるため、あいまいな表現になる可能性がある。
幅（width）×高さ（height）として引用され、単位はピクセル。たとえば、1024×768は、幅が1024ピクセル、高さが768ピクセルであることを意味する。英語では、"ten twenty-four by seven sixty-eight"もしくは"ten twenty-four by seven six eight"。
「ディスプレイ解像度」という用語の使用法の1つは、プラズマディスプレイパネル（PDP）、液晶ディスプレイ（LCD）、デジタルライトプロセッシング（DLP）プロジェクター、OLEDディスプレイなどの固定ピクセルアレイディスプレイに適用され、単純にディスプレイを作成するピクセルの列と行の物理的な数（例：1920×1080）。固定グリッドディスプレイを使用した結果、マルチフォーマットビデオ入力の場合、すべてのディスプレイに、入力画像フォーマットをディスプレイに一致させるための「スケーリングエンジン」（メモリアレイを含むデジタルビデオプロセッサ）が必要になる。
電話、タブレット、モニター、テレビなどのデバイスディスプレイの場合、上記で定義されているディスプレイ解像度という用語の使用は、一般的ではあるが、誤った呼び方である。ディスプレイ解像度という用語は通常、ピクセル寸法、つまり各寸法の最大ピクセル数（1920×1080）を意味するために使用される。これは、画像が実際に形成されるディスプレイのピクセル密度については何も示していない。解像度は、適切にピクセル密度を指す。ピクセルの総数ではなく、単位距離または面積あたりのピクセル数。デジタル測定では、ディスプレイの解像度は1インチあたりのピクセル数（PPI）で示される。アナログ測定では、画面の高さが10インチの場合、水平解像度は幅10インチの正方形全体で測定される。テレビ規格の場合は、通常「画像の高さごとの線の水平解像度」として表される。アナログNTSCテレビは通常、無線ソースから「画像の高さあたり」の水平解像度を約340行表示できる。これは、左端から右端までの実際の画像情報の合計約440行に相当する。

## バックグラウンド

16:9の比率を使用する1080pプログレッシブスキャンHDTV

一部のコメンテーターは、ディスプレイの解像度を使用して、ディスプレイの入力電子機器が受け入れる入力フォーマットの範囲を示し、画面のパラメーターに一致するように縮小する必要がある場合でも、画面のネイティブグリッドサイズよりも大きいフォーマットを含めることがある（例：ネイティブの1366×768ピクセルアレイを備えたディスプレイで1920×1080入力を受け入れる）。テレビ入力の場合、多くのメーカーは入力を取得してズームアウトし、ディスプレイを最大5％「オーバースキャン」するためで、入力解像度は必ずしもディスプレイ解像度ではない。ディスプレイの解像度に対する目の知覚は、いくつかの要因の影響を受ける可能性がある – 画像解像度と光学解像度を参照。1つの要因は、表示画面の長方形の形状。これは、物理的な画像の幅と物理的な画像の高さの比率として表され、アスペクト比として知られている。画面の物理的なアスペクト比と個々のピクセルのアスペクト比は、必ずしも同じであるとは限らない。16:9ディスプレイの1280×720の配列には正方形のピクセルがあるが、16:9ディスプレイの1024×768の配列には長方形のピクセルがある。
「解像度」または知覚されるシャープネスに影響を与えるピクセル形状の例
より高い解像度を使用してより小さな領域により多くの情報を表示すると、画像がはるかに「鮮明」になる。ただし、最新の画面テクノロジーは特定の解像度で修正される。
これらの種類の画面で解像度を低くすると、ディスプレイのネイティブ解像度出力への非ネイティブ解像度入力を「修正」するために補間プロセスが使用されるため、シャープネスが大幅に低下する。
一部のCRTベースのディスプレイは、メモリアレイを使用した画像スケーリングを含むデジタルビデオ処理を使用する場合があるが、最終的にCRTタイプのディスプレイの「ディスプレイ解像度」は、スポットサイズやフォーカス、ディスプレイコーナーの非点収差効果、カラーディスプレイのカラー蛍光体ピッチシャドウマスク（トリニトロンなど）、ビデオ帯域幅などのさまざまなパラメータの影響を受ける。

## 特徴

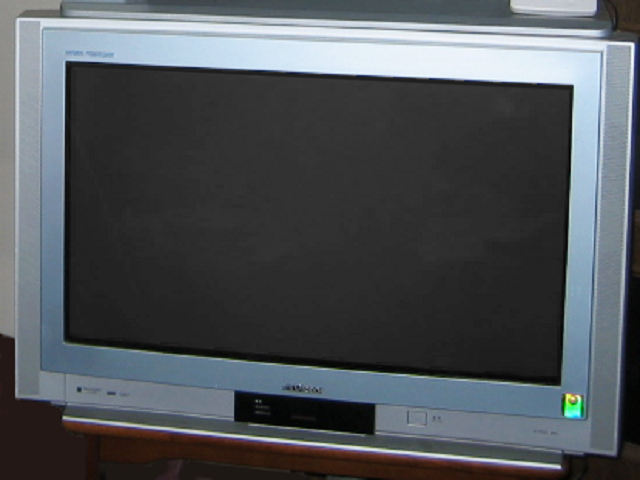
画像比率が16:9のフラットハイビジョンブラウン管テレビ（2000年頃）

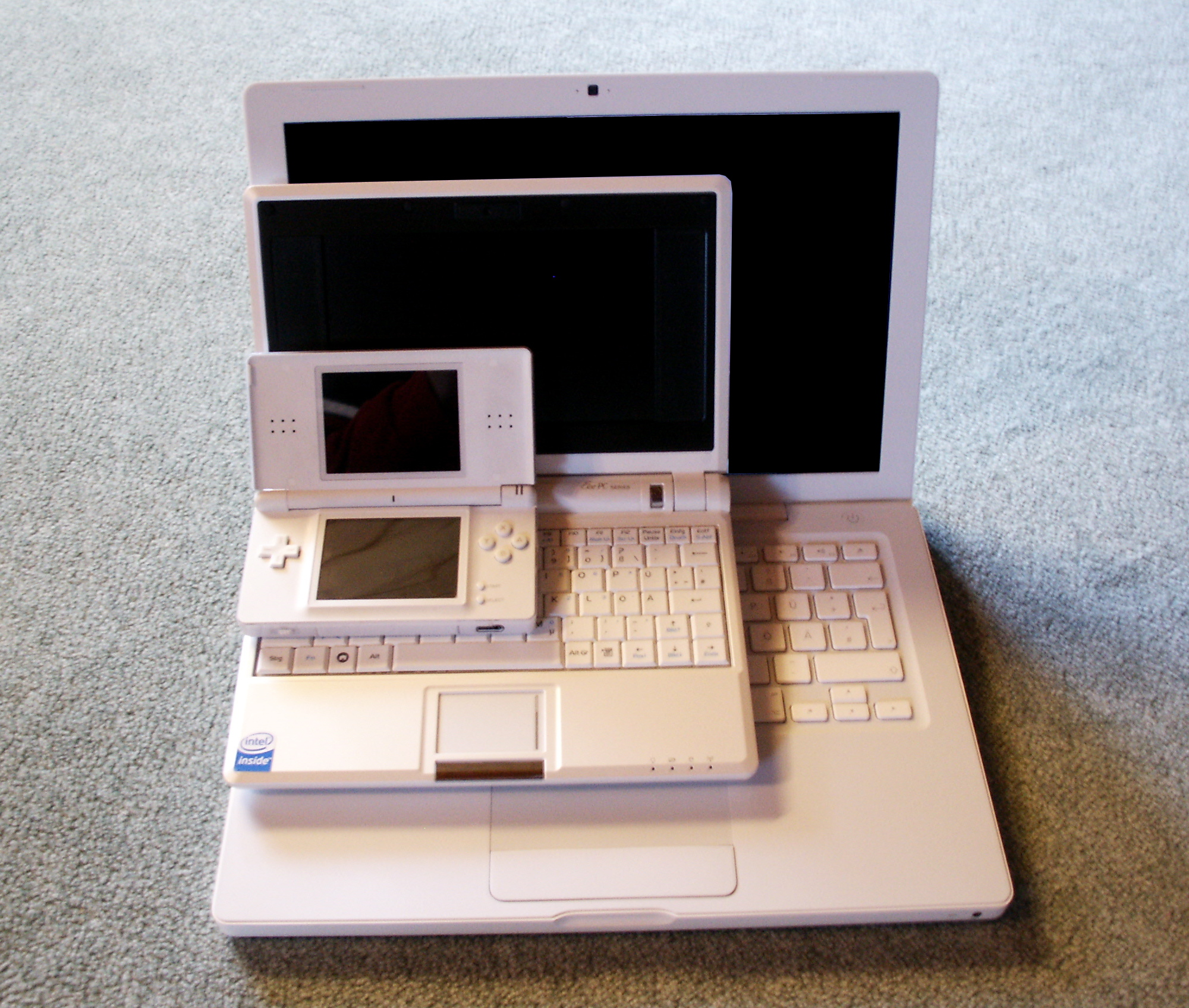
ニンテンドーDSと2台のラップトップなど一般的なデバイスの画面サイズの比較。

### オーバースキャンとアンダースキャン
ほとんどのテレビディスプレイメーカーは、ディスプレイ（CRTおよびPDP、LCDなど）の画像を「オーバースキャン」しているため、たとえば、画面上の有効な画像を720×576（480）から680×550（450）に減らすことができる。不可視領域のサイズは、ディスプレイデバイスによって多少異なり、一部のHDテレビも同様にこれを行う。多くのモデル（特にCRTディスプレイ）では許可されているが、プロジェクターを含むコンピューターディスプレイは一般にオーバースキャンしない。CRTディスプレイは、コーナーで増加する歪みを補正するために、ストック構成ではアンダースキャンされる傾向がある。

### インターレーススキャンとプログレッシブスキャン
インターレースビデオ（インターレーススキャンとも呼ばれる）は、余分な帯域幅を消費することなく、ビデオディスプレイの知覚フレームレートを2倍にする手法。インターレース信号には、連続してキャプチャされたビデオフレームの2つのフィールド (映像)が含まれる。これにより、視聴者の動きの知覚が向上し、ファイ現象を利用してフリッカー (映像)が軽減される。
欧州放送連合は、制作と放送におけるインターレースビデオに反対している。主な議論は、インターレース解除アルゴリズムがどれほど複雑であっても、フレーム間で一部の情報が失われるため、インターレース信号のアーティファクトを完全に排除することはできないということです。それに対する議論にもかかわらず、テレビ標準化団体はインターレースをサポートし続けています。 DV、DVB、ATSCなどのデジタルビデオ伝送フォーマットには引き続き含まれています。高効率ビデオコーディングなどの新しいビデオ圧縮規格は、プログレッシブスキャンビデオ用に最適化されていますが、インターレースビデオをサポートする場合もあります。
プログレッシブスキャン（非インターレーススキャンとも呼ばれる）は、各フレームのすべての線が順番に描画される動画を表示、保存、または送信する形式。これは、奇数ラインのみ、次に各フレームの偶数ライン（各画像はフィールドと呼ばれる）が交互に描画される従来のアナログテレビシステムで使用されるインターレースビデオとは対照的であり、実際の画像フレームの半分の数だけがビデオ制作に使用される。

## テレビ

### 現在の基準
テレビの解像度は次のとおり。
- 標準画質テレビ（SDTV）
  - 480i（それぞれ243行の2つのインターレースフィールドを採用したNTSC互換デジタル規格）
  - 576i（それぞれ288ラインの2つのインターレースフィールドを採用したPAL互換のデジタル規格）
- クリアビジョンテレビ（EDTV）
  - 480p（720×480プログレッシブスキャン）
  - 576p（720×576プログレッシブスキャン）
- 高解像度テレビ（HDTV）
  - 720p（1280×720プログレッシブスキャン）
  - 1080i（1920×1080を540行の2つのインターレースフィールドに分割）
  - 1080p（1920×1080プログレッシブスキャン）
- 超高精細テレビ（UHDTV）
  - 2160p（3840×2160プログレッシブスキャン）
  - 4320p（7680×4320プログレッシブスキャン）

## コンピューターモニター
コンピューターモニターは、伝統的にほとんどのテレビよりも高い解像度を持っていた。

### 標準の進化
1970年代後半から1980年代に導入された多くのパーソナルコンピューターは、テレビ受信機をディスプレイデバイスとして使用するように設計されており、解像度はPALやNTSCなどの使用中のテレビ規格に依存している。画像サイズは通常、主要なテレビ規格のすべてのピクセルと、さまざまな量のオーバースキャンを伴う幅広いテレビセットの可視性を確保するために制限されていた。したがって、実際の描画可能な画像領域は画面全体よりもいくらか小さく、通常は静的な色の境界線で囲まれていた（右の画像を参照）。また、画像の安定性を高め、進行中の垂直解像度を効果的に半分にするために、通常、インターレーススキャンは省略されました。160×200、320×200 および640×200、当時は比較的一般的な解像度でした（224、240 または256のスキャンラインも一般的であった）。 IBM PCの世界では、これらの解像度は16色のEGAビデオカードで使用されるようになった。
従来のテレビを使用することの欠点の1つは、コンピューターのディスプレイ解像度がテレビがデコードできるよりも高いことです。 NTSC / PALテレビのクロマ解像度は、帯域幅が最大1.5MHz、つまり幅が約160ピクセルに制限されているため、320または640幅の信号の色がぼやけ、テキストが読みにくくなる（下の画像例を参照）。
多くのユーザーは、SビデオまたはRGBI入力を備えた高品質のテレビにアップグレードし、これにより、ディスプレイの彩度のぼやけがなくなり、より読みやすくなった。彩度の問題に対する最も初期の最低コストのソリューションは、Atari2600ビデオコンピュータシステムとApple II Plusで提供された。どちらも、色を無効にして従来の白黒信号を表示するオプションを提供していた。コモドール64で、GEOS (8ビットオペレーティングシステム)は、読みやすさを向上させるために白黒を使用するMacOSの方法を反映している。
640×400i解像度（境界線が無効になっている720×480i）は、Commodore Amigaや、後にAtariFalconなどの家庭用コンピューターによって最初に導入された。これらのコンピューターは、インターレースを使用して最大垂直解像度を高めた。ちらつきのあるインターレースがワードプロセッサ、データベース、またはスプレッドシートソフトウェアでのテキストの読み取りを困難にしたため、これらのモードはグラフィックスまたはゲームにのみ適していた（最新のゲーム機は、480iビデオを低解像度に事前フィルタリングすることでこの問題を解決した。たとえば、『ファイナルファンタジーXII』は、フィルターをオフにするとちらつきが発生したが、フィルターが復元されると安定した。1980年代のコンピューターには、同様のフィルタリングソフトウェアを実行するのに十分な能力はなかった）。
720×480iオーバースキャンされたコンピューターの利点は、インターレースTV制作との簡単なインターフェースであり、Newtekのビデオトースターの開発につながった。このデバイスにより、Amigaをさまざまなニュース部門（例：天気オーバーレイ）でのCGI作成、NBCのシークエスト、WBのバビロン5などのドラマプログラムに使用できるようになった。
PCの世界では、IBM PS/2 VGA（マルチカラー）オンボードグラフィックスチップは、インターレースされていない（プログレッシブ）640×480×16色解像度を使用していた。1990年から1996年頃までの標準解像度であった。2000年頃まで800×600が標準解像度。2001年にリリースされたMicrosoft Windows XPは、最小800×600で動作するように設計されていたが、[詳細設定]ウィンドウで元の640×480を選択することもできた。
マルチスキャンCRTに接続すると、Atari、Sega、Nintendoゲームコンソール（エミュレーター）などの古いハードウェアを模倣するように設計されたプログラムは、信頼性を高めるために160×200や320×400などのはるかに低い解像度を日常的に使用しているが、他のエミュレーターも利用している。よりスケーリングされたベクトルレンダリングのためのより低い解像度での円、正方形、三角形および他の幾何学的特徴のピクセル化認識の一部のエミュレーターは、より高い解像度で、CRTモニターのアパーチャーグリルとシャドウマスクを模倣することさえできた。
2002年には、1,024×768 Extended Graphics Arrayが最も一般的なディスプレイ解像度であった。多くのWebサイトとマルチメディア製品は、以前の 800×600から1024×768用に最適化されたレイアウトに再設計された。
安価なLCDモニターが利用できるようになったため、21世紀の最初の10年間に、5∶4のアスペクト比の解像度 1280×1024 がデスクトップでの使用に人気があった。
CADユーザー、グラフィックアーティスト、ビデオゲームプレーヤーを含む多くのコンピューターユーザーは、必要な機器があれば、コンピューターを1600×1200（UXGA）以上（2048×1536 QXGAなど）で実行していた。その他の利用可能な解像度には、1,400×1,050 SXGA+、1,280×800 WXGA、1440×900 WXGA+、1680×1050 WSXGA+、1920×1200 WUXGAのような広い画面が含まれる。720pおよび1080p規格に基づいて構築されたモニターも、映画およびビデオゲームのリリースとの完全な画面互換性により、ホームメディアおよびビデオゲームプレーヤーの間で珍しくなかった。2007年に、新しいHD以上の解像度 2560×1600 WQXGAの30インチLCDモニターがリリースされた。
2010年には、2560×1440の解像度を持つ27インチ液晶モニターは、複数のメーカーから発売され、2012年には、AppleはMacBook Proに2880×1800ディスプレイを発表した。医療用途や航空交通管制などの専門的な環境向けのパネルは、最大4096×2160 （また、制御室に関しては1∶1、2048×2048ピクセル）の解像度をサポートする。

2012年3月の時点では、1,366×768が最も一般的なディスプレイ解像度であった。

コモドール64の起動画面のこの画像では、通常のテレビで表示した場合、オーバースキャン領域（明るい色の境界線）はほとんど見えていない。
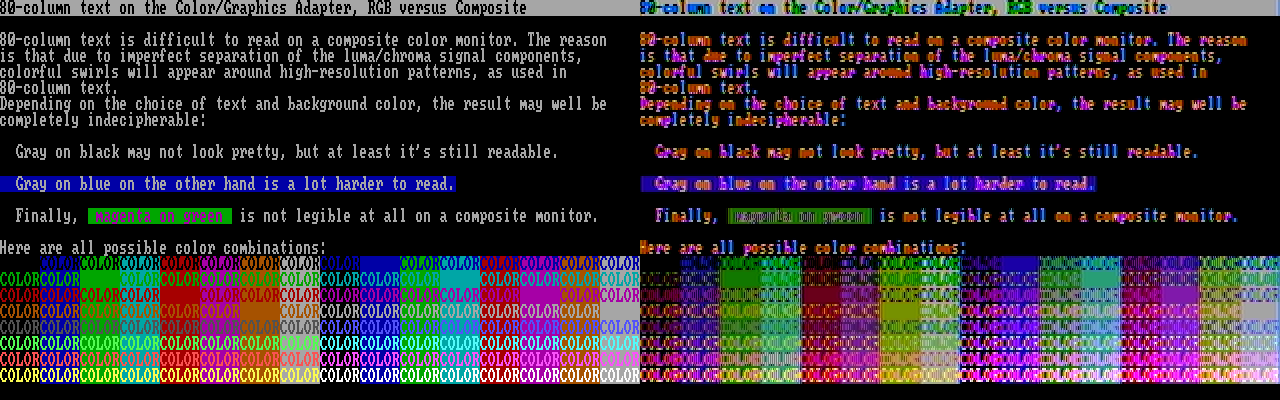
モニター（左）とテレビで制作された640×200の表示
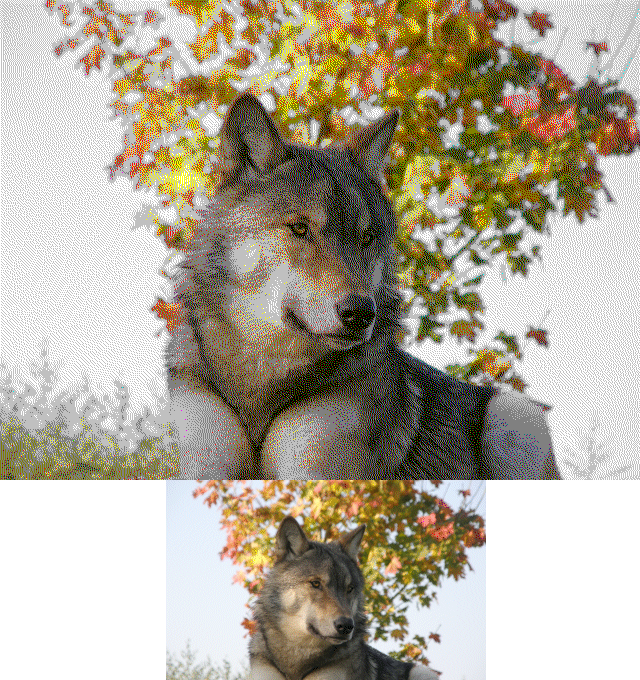
1980年代のVGAカードからの16色（上）および256色（下）のプログレッシブ画像。ディザリングは、色の制限を克服するために使用される。

### ディスプレイ解像度一覧
次の表に、2020年6月現在の2つのソースからのディスプレイ解像度の使用シェアを示す。数字は一般的にコンピュータユーザーを代表するものではない。
| 名称   | Aspect ratio | 幅（px） | 高さ（px） | メガピクセル | Steam（%） | 統計（%） |
| ------ | ------------ | -------- | ---------- | ------------ | ---------- | --------- |
| nHD    | 16:9         | 640      | 360        | 0.230        | N/A        | 0.47      |
| SVGA   | 4:3          | 800      | 600        | 0.480        | N/A        | 0.76      |
| XGA    | 4:3          | 1024     | 768        | 0.786        | 0.38       | 2.78      |
| WXGA   | 16:9         | 1280     | 720        | 0.922        | 0.36       | 4.82      |
| WXGA   | 16:10        | 1280     | 800        | 1.024        | 0.61       | 3.08      |
| SXGA   | 5:4          | 1280     | 1024       | 1.311        | 1.24       | 2.47      |
| HD     | ≈16:9        | 1360     | 768        | 1.044        | 1.55       | 1.38      |
| HD     | ≈16:9        | 1366     | 768        | 1.049        | 10.22      | 23.26     |
| WXGA+  | 16:10        | 1440     | 900        | 1.296        | 3.12       | 6.98      |
| N/A    | 16:9         | 1536     | 864        | 1.327        | N/A        | 8.53      |
| HD+    | 16:9         | 1600     | 900        | 1.440        | 2.59       | 4.14      |
| WSXGA+ | 16:10        | 1680     | 1050       | 1.764        | 1.97       | 2.23      |
| FHD    | 16:9         | 1920     | 1080       | 2.074        | 64.81      | 20.41     |
| WUXGA  | 16:10        | 1920     | 1200       | 2.304        | 0.81       | 0.93      |
| QWXGA  | 16:9         | 2048     | 1152       | 2.359        | N/A        | 0.51      |
| N/A    | ≈21:9        | 2560     | 1080       | 2.765        | 1.13       | N/A       |
| QHD    | 16:9         | 2560     | 1440       | 3.686        | 6.23       | 2.15      |
| N/A    | ≈21:9        | 3440     | 1440       | 4.954        | 0.87       | N/A       |
| 4K UHD | 16:9         | 3840     | 2160       | 8.294        | 2.12       | N/A       |
| Other  |              |          |            |              | 2.00       | 15.09     |

近年、16:9のアスペクト比がノートブックディスプレイでより一般的になっている。 1920×1080（FHD）以上の解像度はプレミアムノートブックで採用され、1366×768（HD）はローコストノートブックで人気がある。
コンピューターのディスプレイ解像度が物理画面の解像度（ネイティブ解像度）よりも高く設定されている場合、一部のビデオドライバーは、仮想画面を物理画面上でスクロール可能にして、ビューポートを備えた2次元仮想デスクトップを実現する。ほとんどのLCDメーカーは、パネルのネイティブ解像度に注意して、LCDで非ネイティブ解像度で作業すると、画像を適合させるためのピクセルのドロップ（DVIを使用する場合）またはアナログ信号の不十分なサンプリングにより、画像が劣化する（VGAコネクタを使用する場合）。CRTは本質的にアナログであり、ディスプレイを320×200（古いコンピューターまたはゲームコンソールのエミュレーション）から内部ボードが許す限りの高さ、または画像まで変化させることができるため、真のネイティブ解像度を引用するCRTメーカーはほとんどない。これは、画像が詳細になりすぎて真空管ではぼんやり（英語: analog blur）して再現できない。したがって、CRTは、固定解像度LCDでは提供できない解像度の変動を提供する。

#### 映画産業
デジタルシネマトグラフィに関する限り、ビデオ解像度の標準は、最初にフィルム・ストックのフレームのアスペクト比（通常は、デジタル・インターミディエイトポストプロダクション用に映画フィルムスキャナーされる）に依存し、次に実際のポイント数に依存する。標準化されたサイズの一意のセットはないが、映画業界では「 n K」画像の「品質」を参照するのが一般的である。ここで、nは（小さい、通常は偶数の）整数であり、実際のセットに変換される。フィルム・フォーマットに応じた解像度。参考までに、フィルムフレーム（フォーマットに関係なく）が水平方向に収まると予想される4:3（約1.33:1）のアスペクト比の場合、nは1024の乗数であり、水平方向の解像度は次のようになります。正確に1024•nポイント。たとえば、2Kの参照解像度は2048×1536ピクセルであるが、4Kの参照解像度は4096×3072ピクセルである。2048×1556（フルアパーチャ）、2048×1152（HDTV、16:9アスペクト比）、2048×872ピクセル（シネマスコープ、2.35:1アスペクト比）などの解像度を指す場合もある。フレーム解像度は、たとえば3:2（720×480 NTSC）の場合もあるが、画面に表示されるものとは異なる（元の素材の意図されたアスペクト比に応じて、4:3または16:9）。